# Prozostrodon
Prozostrodon era um cinodonte avançado que estava intimamente relacionado com os ancestrais dos mamíferos. Seus parentes deram origem aos primeiros mamíferos. Prozostrodon foram encontrados na Formação Santa Maria, Brasil. Esta depositado na Geociências da UFRGS.